# ランパ (ペルー)
ランパ (Lampa) は、ペルー南部にある町である。プーノ県、ランパ郡の郡都となっている。Pukaqucha湖の畔に位置する。

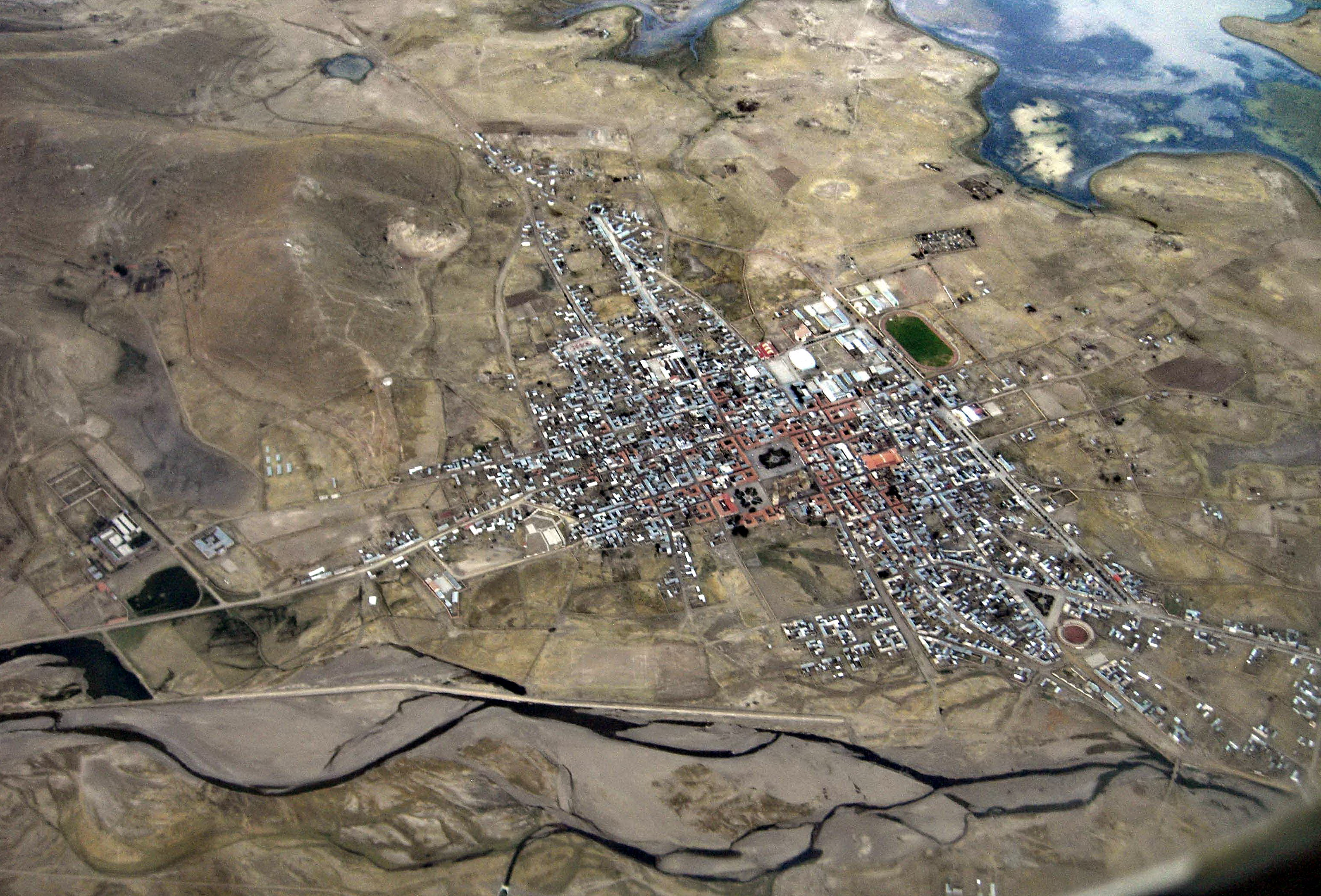
ランパとPukaqucha湖（右上）の一部の空撮

## 姉妹都市
- メキシコ アグアスカリエンテス